# Igreja de Santo Martinho de Porres

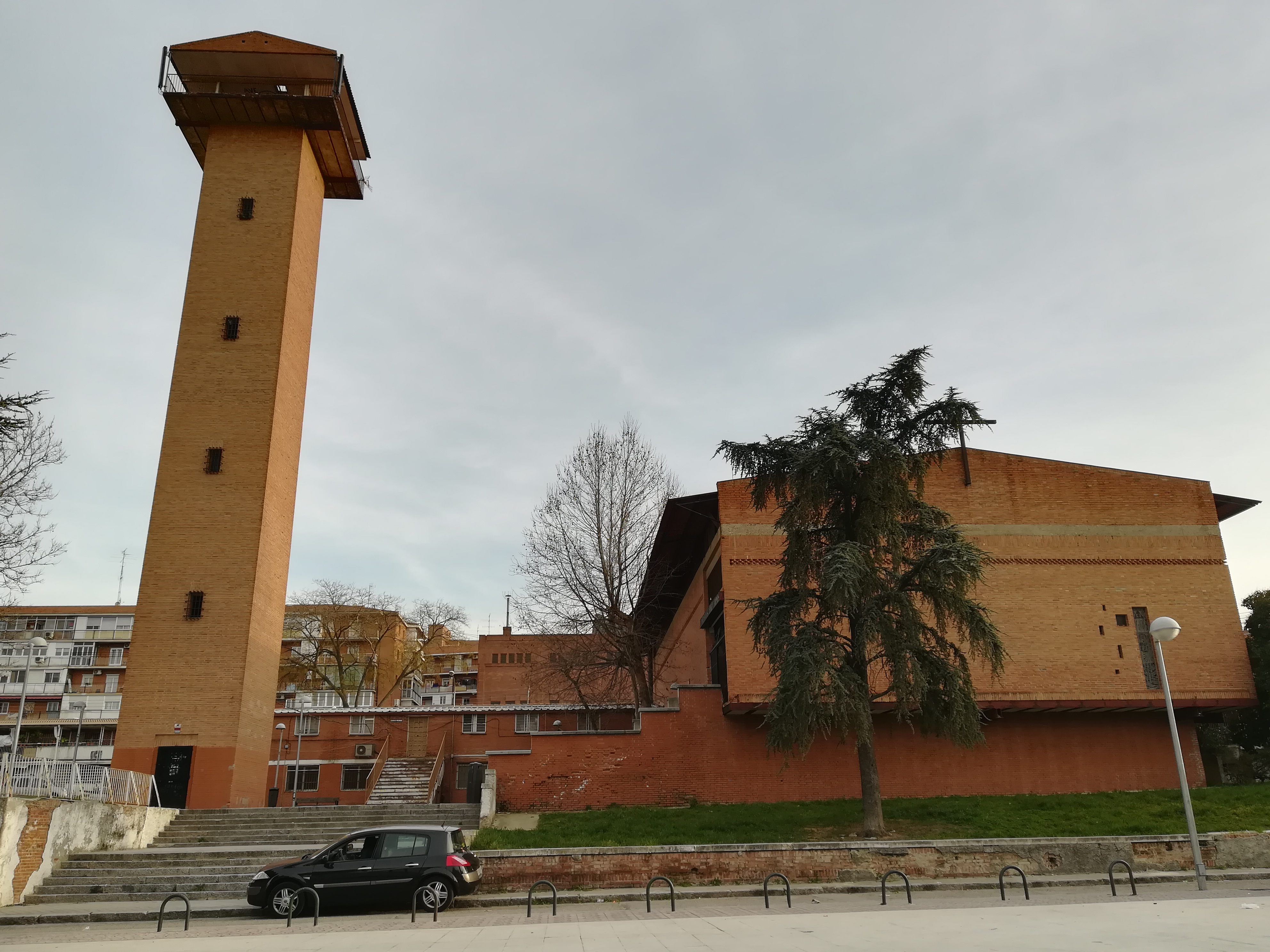

A Igreja de San Martín de Porres é um templo católico levantado no século XX no distrito de Hortaleza (Madri, Espanha). O templo está situado na zona da UVA de Hortaleza e compreende os bairros da própria UVA, Parque de Santa María e Virgen do Carmen.

## Templo
Foi consagrado o 15 de março de 1965 pelo arcebispo Casimiro Morcillo González, pouco tempo após a criação da Unidade Vecinal de Absorção de Hortaleza (U.V.A.).
O edifício é de planta retangular, com uma nave diáfana de uns 1500 m², uma capela e uma zona de coro. O altar maior está presidido por um grande mural de mosaicos no que se encontra fincado um Cristo de ferro e betão. A ambos lados, há vidrieras de cores e, adiante delas, à direita está a imagem de San Martín de Porres e à esquerda uma da Virgen María, coroada com sete estrelas. Completa a imaginería da parroquia, uma Virgen do Rocío.